# Luksnėnai
Luksnėnai är en ort i Litauen. Den ligger i den södra delen av landet, 90 km väster om huvudstaden Vilnius. Luksnėnai ligger 102 meter över havet och antalet invånare är 614.
Terrängen runt Luksnėnai är platt, och sluttar norrut. Runt Luksnėnai är det ganska glesbefolkat, med 24 invånare per kvadratkilometer. Närmaste större samhälle är Alytus, 8,6 km öster om Luksnėnai. Trakten runt Luksnėnai består till största delen av jordbruksmark.